# Nova Pisanica
Nova Pisanica (1948-ig Babić-Brdo) falu Horvátországban Belovár-Bilogora megyében. Közigazgatásilag Nagypisznicéhez tartozik.

## Fekvése
Belovár központjától légvonalban 23, közúton 29 km-re délkeletre, községközpontjától 1 km-re keletre a Bilo-hegység déli lejtőin, a Grebenska-patak mentén fekszik.

## Története
A mai Nova Pisanica területe korábban Babić-Brdo néven Nagypisznice szőlőhegye volt. A 18. században a hegy legmagasabb pontján egy kápolna is állt, melyet a 19. századi térképeken már nem találunk. Önálló településként csak 1931 óta tartják számon. Ekkor még 393 lakosa volt. 1953-ban a Nova Pisanica (magyarul Újpisznice) nevet kapta. 1941 és 1945 között a németbarát Független Horvát Államhoz, majd a háború után a szocialista Jugoszláviához tartozott. 1991-től a független Horvátország része. 1991-ben lakosságának 54%-a horvát, 34%-a szerb nemzetiségű volt. 2011-ben 59 lakosa volt, akik főként mezőgazdasággal foglalkoztak.

## Lakossága
| Lakosság változása | Lakosság változása | Lakosság változása | Lakosság változása | Lakosság változása | Lakosság változása | Lakosság változása | Lakosság változása | Lakosság változása | Lakosság változása | Lakosság változása | Lakosság változása | Lakosság változása | Lakosság változása | Lakosság változása | Lakosság változása |
| ------------------ | ------------------ | ------------------ | ------------------ | ------------------ | ------------------ | ------------------ | ------------------ | ------------------ | ------------------ | ------------------ | ------------------ | ------------------ | ------------------ | ------------------ | ------------------ |
| 1857               | 1869               | 1880               | 1890               | 1900               | 1910               | 1921               | 1931               | 1948               | 1953               | 1961               | 1971               | 1981               | 1991               | 2001               | 2011               |
| 0                  | 0                  | 0                  | 0                  | 0                  | 0                  | 0                  | 363                | 317                | 319                | 293                | 218                | 173                | 123                | 114                | 59                 |